# The Rise and Fall of a Midwest Princess
The Rise and Fall of a Midwest Princess est le premier album studio de la chanteuse et auteur-compositrice américaine Chappell Roan. L'album sort le 22 septembre 2023 via Amusement Records, un label d'Island Records.
Bien qu'il ne s'agisse pas d'un succès commercial immédiat, The Rise and Fall of a Midwest Princess suscite un cult following (en) dans les mois qui suivent sa sortie et est considéré comme un « succès surprise » début 2024.
L'album est salué par la critique pour sa nature audacieuse, innovante et chargée d'émotion. Les critiques relèvent aussi le mélange d'écriture, d'éléments pop dynamiques et de la performance vocale de Chappell Roan. Plusieurs publications l'ont classé parmi les meilleurs albums de 2023.

## Contexte et enregistrement
Chappell Roan signe chez Atlantic Records et vit à Los Angeles lorsqu'elle sort l'EP School Nights en 2017, un projet « à tendance folk ». En 2018, elle commence à travailler avec Dan Nigro, propriétaire du label Amusement, et sort finalement sorti le premier single de l'album, Pink Pony Club, en avril 2020 après qu'Atlantic Records ait rejeté la chanson. Elle est finalement renvoyée par Atlantic Records 4 mois plus tard car le label juge sa musique « sous-performante ».
Elle retourne dans le Missouri où elle travaille pour économiser afin de revenir à Los Angeles. De retour, elle reprend son travail avec Dan Nigro et signe avec son label d'Island Records, Amusement.
L'album s'inspire de l'expérience de Roan quittant sa ville natale du Missouri pour Los Angeles afin de poursuivre une carrière de chanteuse. Au cours de son voyage de découverte de soi, elle navigue entre l'amour, le chagrin et embrasse son identité sexuelle – des thèmes qui deviennent centraux du disque. Elle déclare que The Rise and Fall of a Midwest Princess lui a permis d'« accepter [son] homosexualité ».
Essentiellement un disque pop, The Rise and Fall of a Midwest Princess contient également des éléments de synth-pop, de pop rock, de new wave, de folk-pop, de rock, de dance-pop, de country et de disco.

## Réception critique

### Critiques de l'album
The Rise and Fall of a Midwest Princess est acclamé par la critique dès sa sortie,.
Olivia Horn de Pitchfork qualifie l'album d'« introduction audacieuse et hilarante, portée par un travail de chanson solide et une indifférence au bon goût », écrivant également que Chappell Roan est « bénie par une voix puissante et polyvalente ». Otis Robinson de DIY commente que Chappell Roan « fusionne le sérieux alt-pop de Lana Del Rey avec le charme débridé de Lorde pour aller à fond dans le plaisir désordonné et émotionnel ».
Hannah Mylrea de NME considère l'album comme « rempli de tubes ». Sam Franzini de The Line of Best Fit estime que Roan fait « un tour de force fulgurant sur son premier album. Elle aborde tous les recoins de la sexualité humaine, de la psychologie, du désir et de la luxure, le tout sur certains des refrains les plus accrocheurs de cette année ». Robert Moran du Sydney Morning Herald décrit le style comme « de la pop dans sa forme la plus amusante et la plus vivifiante ».

### Classement parmi les meilleurs albums de 2023
The Rise and Fall of a Midwest Princess est inclus dans plusieurs listes des meilleurs albums de 2023, étant classé dans celles de The A.V. Club (2e), TIME (4e), Rolling Stone (12e), Billboard (13e), Uproxx (un des 74 albums non classés), Alternative Press (un des 50 albums non classés), et Vogue (un des 27 albums non classés). Il a également été classé parmi les 22 meilleurs albums pop de 2023 par Pitchfork.

## Ventes
La percée commerciale de l'album est largement influencée par les premières parties de Chappell Roan lors du Guts World Tour d'Olivia Rodrigo en 2024, ses performances dans des festivals de musique comme Coachella et Governors Ball, et le succès de son single suivant, Good Luck, Babe!.
En juin 2024, The Rise and Fall of a Midwest Princess grimpe dans les classements, atteignant la première place en Irlande, en Nouvelle-Zélande et au Royaume-Uni, ainsi que dans le top cinq du Billboard 200 américain. Par la suite, plusieurs de ses singles (My Kink Is Karma, Femininomenon, Casual, Pink Pony Club, Red Wine Supernova et Hot to Go!) sont entrés dans le Billboard Hot 100 pour la première fois depuis leur sortie.

### Classements hebdomadaires
| Classement (2024)                  | Meilleure place |
| ---------------------------------- | --------------- |
| Allemagne (Media Control AG)       | 37              |
| Australie (ARIA)                   | 4               |
| Autriche (Ö3 Austria Top 40)       | 25              |
| Belgique (Flandre Ultratop)        | 9               |
| Belgique (Wallonie Ultratop)       | 84              |
| Canada (Canadian Albums Chart)     | 3               |
| Danemark (Tracklisten)             | 39              |
| Écosse (OCC)                       | 1               |
| Espagne (Promusicae)               | 42              |
| États-Unis (Billboard 200)         | 2               |
| Finlande (Suomen virallinen lista) | 19              |
| France (SNEP)                      | 124             |
| Irlande (Irish Albums Chart)       | 1               |
| Norvège (VG-lista)                 | 20              |
| Nouvelle-Zélande (RIANZ)           | 1               |
| Pays-Bas (Mega Album Top 100)      | 8               |
| Portugal (AFP)                     | 21              |
| Royaume-Uni (UK Albums Chart)      | 1               |
| Suède (Sverigetopplistan)          | 31              |
| Suisse (Schweizer Hitparade)       | 22              |

### Certifications
| Pays                    | Certification | Unités certifiées |
| ----------------------- | ------------- | ----------------- |
| États-Unis (RIAA)       | 2 × Platine   | 2 000 000         |
| Nouvelle-Zélande (RMNZ) | Or            | 7 500             |
| Royaume-Uni (BPI)       | Or            | 100 000           |

## Liste des pistes
| The Rise and Fall of a Midwest Princess | The Rise and Fall of a Midwest Princess | The Rise and Fall of a Midwest Princess                      | The Rise and Fall of a Midwest Princess | The Rise and Fall of a Midwest Princess | The Rise and Fall of a Midwest Princess | The Rise and Fall of a Midwest Princess | The Rise and Fall of a Midwest Princess | The Rise and Fall of a Midwest Princess | The Rise and Fall of a Midwest Princess |
| No                                      | Titre                                   | Auteur                                                       | Producteur                              | Durée                                   |                                         |                                         |                                         |                                         |                                         |
| --------------------------------------- | --------------------------------------- | ------------------------------------------------------------ | --------------------------------------- | --------------------------------------- | --------------------------------------- | --------------------------------------- | --------------------------------------- | --------------------------------------- | --------------------------------------- |
| 1.                                      | Femininomenon                           | - Kayleigh Amstutz - Daniel Nigro                            | - Nigro - Mike Wise                     | 3:39                                    |                                         |                                         |                                         |                                         |                                         |
| 2.                                      | Red Wine Supernova                      | - Amstutz - Lisa Hickox - Amy Kuney - Nigro - Annie Schindel | - Nigro - Noah Conrad - Iixa            | 3:12                                    |                                         |                                         |                                         |                                         |                                         |
| 3.                                      | After Midnight                          | - Amstutz - Nigro - Casey Smith                              | Nigro                                   | 3:24                                    |                                         |                                         |                                         |                                         |                                         |
| 4.                                      | Coffee                                  | - Amstutz - Maya Kurchner - Eric Leva - Nigro                | Nigro                                   | 3:25                                    |                                         |                                         |                                         |                                         |                                         |
| 5.                                      | Casual                                  | - Amstutz - Nigro - Morgan St. Jean                          | - Nigro - Ryan Linvill                  | 3:52                                    |                                         |                                         |                                         |                                         |                                         |
| 6.                                      | Super Graphic Ultra Modern Girl         | - Amstutz - Annika Bennett - Nigro - Jonah Shy - Wise        | - Nigro - Wise - Shy                    | 3:03                                    |                                         |                                         |                                         |                                         |                                         |
| 7.                                      | Hot to Go!                              | - Amstutz - Nigro                                            | Nigro                                   | 3:04                                    |                                         |                                         |                                         |                                         |                                         |
| 8.                                      | My Kink Is Karma                        | - Amstutz - Nigro - Justin Tranter                           | Nigro                                   | 3:42                                    |                                         |                                         |                                         |                                         |                                         |
| 9.                                      | Picture You                             | - Amstutz - Nigro                                            | Nigro                                   | 3:07                                    |                                         |                                         |                                         |                                         |                                         |
| 10.                                     | Kaleidoscope                            | Amstutz                                                      | Nigro                                   | 3:42                                    |                                         |                                         |                                         |                                         |                                         |
| 11.                                     | Pink Pony Club                          | - Amstutz - Nigro                                            | Nigro                                   | 4:18                                    |                                         |                                         |                                         |                                         |                                         |
| 12.                                     | Naked in Manhattan                      | - Amstutz - Nigro - Skyler Stonestreet                       | Nigro                                   | 3:31                                    |                                         |                                         |                                         |                                         |                                         |
| 13.                                     | California                              | - Amstutz - Nigro                                            | Nigro                                   | 3:18                                    |                                         |                                         |                                         |                                         |                                         |
| 14.                                     | Guilty Pleasure                         | - Amstutz - Marcus Andersson - Nate Campany - Nigro          | Nigro                                   | 3:44                                    |                                         |                                         |                                         |                                         |                                         |
| 49:08                                   |                                         |                                                              |                                         |                                         |                                         |                                         |                                         |                                         |                                         |